# Stefano Sanesi
Stefano Sanesi (ur. 27 maja 1954) – włoski kierowca wyścigowy.

## Kariera
Sanesi rozpoczął karierę w wyścigach samochodowych w 1985 roku od startów we  Włoskiej Formule 3, gdzie jednak nie był klasyfikowany. W późniejszych latach pojawiał się także w stawce Włoskiej Formuły 2000 oraz Euro Open by Nissan.
W World Series by Nissan Włoch wystartował w czternastu wyścigach sezonu 1998 z włoską ekipą Scuderia Famà. Nigdy nie stanął na podium. Z dorobkiem 33 punktów uplasował się na dwunastej pozycji w końcowej klasyfikacji kierowców.